# Ольховка (Донецкая область)
Ольхо́вка (укр. Вільхівка) — посёлок, входит в Ждановский городской совет Донецкой области Украины. C 2014 года находится под контролем самопровозглашенной Донецкой Народной Республики.

## География
Посёлок расположен на одноимённой малой реке Ольховке, правом притоке реки Ольховой.

#### Соседние населённые пункты по странам света
С: Шевченко (выше по течению Ольховки)
СЗ: город Ждановка, Розовка
СВ: город Кировское
З: Молодой Шахтёр
ЮЗ: Зуевка
Ю: —
ЮВ: город Шахтёрск, Лобановка
В: —

## История
Президиум Верховного Совета Украинской ССР Указом от 23 мая 1978 года постановил в целях установления единого написания на русском языке населённых пунктов уточнить наименования поселка городского типа Вильховка и впредь именовать его — Ольховка.

## Население
Население по переписи 2001 года составляло 945 человек.

## Общие сведения
Почтовый индекс — 86397. Телефонный код — 6250. Код КОАТУУ — 1412147000.

## Местный совет
86391, Донецкая обл., г. Ждановка, ул. Кравченко, 3, 7-22-14